# كليفورد وينستون
كليفورد وينستون (بالإنجليزية: Clifford Winston)‏ هو اقتصادي أمريكي، ولد في 1952.